# Final de la Copa de Alemania 2020-21
La Final de la Copa de Alemania 2020-21 fue la 78.ª edición de la definición del torneo. La final se disputó el 13 de mayo de 2021.

## Finalistas
En  negrita , las finales ganadas.
| Equipos           | Finales jugadas anteriormente | Finales jugadas anteriormente                                               |
| ----------------- | ----------------------------- | --------------------------------------------------------------------------- |
| RB Leipzig        | 1                             | 2018-19.                                                                    |
| Borussia Dortmund | 9 (4)                         | 1963, 1965, 1988-89, 2007-08, 2011-12, 2013-14, 2014-15, 2015-16 y 2016-17. |

## Partidos de Clasificación a la Final
| RB Leipzig     | RB Leipzig | Ronda                    | Borussia Dortmund        | Borussia Dortmund |
| -------------- | ---------- | ------------------------ | ------------------------ | ----------------- |
| Rival          | Resultado  | Copa de Alemania 2020-21 | Rival                    | Resultado         |
| 1. FC Nürnberg | 3–0 (A)    | Primera Ronda            | MSV Duisburg             | 5–0 (A)           |
| FC Augsburg    | 3–0 (A)    | Segunda ronda            | Eintracht Braunschweig   | 2–0 (A)           |
| VfL Bochum     | 4–0 (H)    | Octavos de final         | SC Paderborn             | 3–2 (H)           |
| VfL Wolfsburg  | 2-0 (H)    | Cuartos de final         | Borussia Mönchengladbach | 1–0 (A)           |
| Werder Bremen  | 2-1 (A)    | Semifinales              | Holstein Kiel            | 5-0 (H)           |

## Partido (Final)

### Ficha
| 1          | Guardameta     | Péter Gulácsi      |     |
| 16         | Defensa        | Lukas Klostermann  |     |
| 5          | Defensa        | Dayot Upamecano    |     |
| 23         | Defensa        | Marcel Halstenberg |     |
| 44         | Centrocampista | Kevin Kampl        | 62' |
| 22         | Centrocampista | Nordi Mukiele      | 62' |
| 25         | Centrocampista | Dani Olmo          |     |
| 8          | Centrocampista | Amadou Haidara     | 70' |
| 7          | Centrocampista | Marcel Sabitzer    |     |
| 19         | Delantero      | Alexander Sørloth  | 46' |
| 11         | Delantero      | Hwang Hee-chan     | 46' |
| Entrenador | Entrenador     | Julian Nagelsmann  |     |

| 1          | Guardameta     | Roman Bürki       |       |
| 26         | Defensa        | Łukasz Piszczek   |       |
| 16         | Defensa        | Manuel Akanji     |       |
| 15         | Defensa        | Mats Hummels      |       |
| 13         | Defensa        | Raphaël Guerreiro |       |
| 22         | Centrocampista | Jude Bellingham   | 46'   |
| 23         | Centrocampista | Emre Can          |       |
| 8          | Centrocampista | Mahmoud Dahoud    | 74'   |
| 11         | Delantero      | Marco Reus        | 90+2' |
| 9          | Delantero      | Erling Haaland    | 90+2' |
| 7          | Delantero      | Jadon Sancho      | 89'   |
| Entrenador | Entrenador     | Edin Terzić       |       |

| 18 | Centrocampista | Christopher Nkunku | 46' |
| 9  | Delantero      | Yussuf Poulsen     | 46' |
| 11 | Delantero      | Emil Forsberg      | 62' |
| 27 | Centrocampista | Konrad Laimer      | 62' |
| 39 | Defensa        | Benjamin Henrichs  | 70' |

| 10 | Delantero      | Thorgan Hazard | 46'   |
| 6  | Centrocampista | Thomas Delaney | 74'   |
| 24 | Defensa        | Thomas Meunier | 89'   |
| 32 | Centrocampista | Giovanni Reyna | 90+2' |
| 19 | Centrocampista | Julian Brandt  | 90+2' |

| Anotado | 71' | Dani Olmo | 1−3 |

| Anotado | 5'    | Jadon Sancho   | 0−1 |
| Anotado | 28'   | Erling Haaland | 0−2 |
| Anotado | 45+1' | Jadon Sancho   | 0−3 |
| Anotado | 87'   | Erling Haaland | 1−4 |

| Amonestado | 45+1' | Dayot Upamecano |
| Amonestado | 81'   | Dani Olmo       |

| Amonestado | 15' | Emre Can        |
| Amonestado | 25' | Jude Bellingham |
| Amonestado | 50' | Mahmoud Dahoud  |
| Amonestado | 81' | Jadon Sancho    |
| Amonestado | 90' | Mats Hummels    |

| Árbitro             | Felix Brych      |
| Árbitros asistentes | Mark Borsch      |
| Árbitros asistentes | Stefan Lupp      |
| Cuarto Árbitro      | Sascha Stegemann |
| Adicionales VAR     | Günter Perl      |
| Adicionales VAR     | Markus Häcker    |

| 1          | Guardameta     | Péter Gulácsi      |     |
| 16         | Defensa        | Lukas Klostermann  |     |
| 5          | Defensa        | Dayot Upamecano    |     |
| 23         | Defensa        | Marcel Halstenberg |     |
| 44         | Centrocampista | Kevin Kampl        | 62' |
| 22         | Centrocampista | Nordi Mukiele      | 62' |
| 25         | Centrocampista | Dani Olmo          |     |
| 8          | Centrocampista | Amadou Haidara     | 70' |
| 7          | Centrocampista | Marcel Sabitzer    |     |
| 19         | Delantero      | Alexander Sørloth  | 46' |
| 11         | Delantero      | Hwang Hee-chan     | 46' |
| Entrenador | Entrenador     | Julian Nagelsmann  |     |

| 1          | Guardameta     | Roman Bürki       |       |
| 26         | Defensa        | Łukasz Piszczek   |       |
| 16         | Defensa        | Manuel Akanji     |       |
| 15         | Defensa        | Mats Hummels      |       |
| 13         | Defensa        | Raphaël Guerreiro |       |
| 22         | Centrocampista | Jude Bellingham   | 46'   |
| 23         | Centrocampista | Emre Can          |       |
| 8          | Centrocampista | Mahmoud Dahoud    | 74'   |
| 11         | Delantero      | Marco Reus        | 90+2' |
| 9          | Delantero      | Erling Haaland    | 90+2' |
| 7          | Delantero      | Jadon Sancho      | 89'   |
| Entrenador | Entrenador     | Edin Terzić       |       |

| 18 | Centrocampista | Christopher Nkunku | 46' |
| 9  | Delantero      | Yussuf Poulsen     | 46' |
| 11 | Delantero      | Emil Forsberg      | 62' |
| 27 | Centrocampista | Konrad Laimer      | 62' |
| 39 | Defensa        | Benjamin Henrichs  | 70' |

| 10 | Delantero      | Thorgan Hazard | 46'   |
| 6  | Centrocampista | Thomas Delaney | 74'   |
| 24 | Defensa        | Thomas Meunier | 89'   |
| 32 | Centrocampista | Giovanni Reyna | 90+2' |
| 19 | Centrocampista | Julian Brandt  | 90+2' |

| Anotado | 71' | Dani Olmo | 1−3 |

| Anotado | 5'    | Jadon Sancho   | 0−1 |
| Anotado | 28'   | Erling Haaland | 0−2 |
| Anotado | 45+1' | Jadon Sancho   | 0−3 |
| Anotado | 87'   | Erling Haaland | 1−4 |

| Amonestado | 45+1' | Dayot Upamecano |
| Amonestado | 81'   | Dani Olmo       |

| Amonestado | 15' | Emre Can        |
| Amonestado | 25' | Jude Bellingham |
| Amonestado | 50' | Mahmoud Dahoud  |
| Amonestado | 81' | Jadon Sancho    |
| Amonestado | 90' | Mats Hummels    |

| Árbitro             | Felix Brych      |
| Árbitros asistentes | Mark Borsch      |
| Árbitros asistentes | Stefan Lupp      |
| Cuarto Árbitro      | Sascha Stegemann |
| Adicionales VAR     | Günter Perl      |
| Adicionales VAR     | Markus Häcker    |

|                                      |
|                                      |
| Campeón Borussia Dortmund 5.° título |